# Great Falls (South Carolina)
Great Falls is een plaats (town) in de Amerikaanse staat South Carolina, en valt bestuurlijk gezien onder Chester County.

## Demografie
Bij de volkstelling in 2000 werd het aantal inwoners vastgesteld op 2194.
In 2006 is het aantal inwoners door het United States Census Bureau geschat op 2069, een daling van 125 (-5.7%).

## Geografie
Volgens het United States Census Bureau beslaat de plaats een oppervlakte van
11,4 km², waarvan 11,0 km² land en 0,4 km² water. Great Falls ligt op ongeveer 163 m boven zeeniveau.

## Plaatsen in de nabije omgeving
De onderstaande figuur toont nabijgelegen plaatsen in een straal van 20 km rond Great Falls.